# Projektive Familie von Wahrscheinlichkeitsmaßen
Eine projektive Familie von Wahrscheinlichkeitsmaßen, kurz projektive Familie, manchmal auch konsistente Familie (von Wahrscheinlichkeitsmaßen) genannt, ist in der Wahrscheinlichkeitstheorie eine Familie von Wahrscheinlichkeitsmaßen, an deren Verteilungen der Projektionen auf die Komponenten besondere Anforderungen gestellt werden. Projektive Familien finden beispielsweise Verwendung bei dem Beweis des Satzes von Andersen-Jessen oder der Formulierung des Erweiterungssatzes von Kolmogorov, der die Existenz von Wahrscheinlichkeitsmaßen mit vorgegebenen Eigenschaften auf überabzählbaren Produkträumen garantiert und dadurch auch wichtige Existenzaussagen für stochastische Prozesse liefert.

## Definition
Gegeben sei eine beliebige nichtleere Indexmenge {\displaystyle I} und  Messräume {\displaystyle (\Omega _{i},{\mathcal {A}}_{i})} für {\displaystyle i\in I}. Für beliebiges {\displaystyle K\subset I} sei
{\displaystyle (\Omega ^{K},{\mathcal {A}}^{K}):=\left(\prod _{i\in K}\Omega _{i},\bigotimes _{i\in K}{\mathcal {A}}_{i}\right)}
das Produkt der Messräume und
{\displaystyle \pi _{L}^{J}:\Omega ^{J}\to \Omega ^{L}\;{\text{ definiert durch }}\;\pi _{L}^{J}(\omega )=\omega |_{L}}
die Projektion auf die Komponenten der Indexmenge {\displaystyle L\subset J\subset I}. Des Weiteren sei {\displaystyle {\mathcal {E}}(I)} die Menge aller nichtleeren, endlichen Teilmengen von {\displaystyle I}.
Eine Familie {\displaystyle (P_{J})_{J\in {\mathcal {E}}(I)}} von Wahrscheinlichkeitsmaßen heißt dann eine projektive Familie von Wahrscheinlichkeitsmaßen, wenn für jede Teilmenge {\displaystyle L\subset J} der endlichen Menge {\displaystyle J} gilt, dass
{\displaystyle P_{L}=P_{J}\circ (\pi _{L}^{J})^{-1}}
ist. Die Wahrscheinlichkeitsmaße der kleineren Indexmenge sollen also mit der Verteilung der Wahrscheinlichkeitsmaße der großen Indexmenge unter der Projektion auf die Komponenten übereinstimmen.

## Beispiel
Gegeben sei eine beliebige Indexmenge {\displaystyle I} und ein Messraum
{\displaystyle \left(\prod _{i\in I}\Omega _{i},\bigotimes _{i\in I}{\mathcal {A}}_{i}\right)}
versehen mit einem Wahrscheinlichkeitsmaß {\displaystyle P}. Aufgrund der Eigenschaften der Projektion gilt {\displaystyle \pi _{L}^{I}=\pi _{L}^{J}\circ \pi _{J}^{I}} für {\displaystyle I\supset J\supset L}. Somit ist jede Familie
{\displaystyle (P_{J}:=P\circ (\pi _{J}^{I})^{-1})_{J\in {\mathcal {E}}(I)}}
projektiv.

## Bemerkung
Das obige Beispiel zeigt, dass die Projektivität einer Familie von Wahrscheinlichkeitsmaßen notwendig für die Existenz eines Wahrscheinlichkeitsmaßes auf dem Produktraum ist. Für Borel’sche Räume liefert der Erweiterungssatz von Kolmogorov auch die Umkehrung. Hier bestimmt die projektive Familie ein Wahrscheinlichkeitsmaß auf dem Produktraum bereits eindeutig.